# عبد اللطيف المكي
عبد اللطيف المكي (القصور، 27 أغسطس 1962) هو طبيب وسياسي تونسي، وقيادي سابق في حركة النهضة. شغل منصب وزير الصحة بين 2011 و2014 وذلك في حكومة حمادي الجبالي وكذلك حكومة علي العريض. المكي هو من مؤسسي الاتحاد العام التونسي للطلبة وأمينه العام بين 1989 و1990. ثم اختاره مجددا الياس الفخفاخ وزيرا للصحة ضمن تشكيلة حكومته التي تسلمت مهامها في 28 فيفري 2020. قبل أن تتم إقالته في 15 جويلية من نفس السنة بعد قرار إنتقامي من رئيس الحكومة الذي قررت حركة النهضة سحب الثقة منه.

## السيرة الذاتية
كان المكي أحد مؤسسي الاتحاد العام التونسي للطلبة الذي كان بين جانفي 1989 وديسمبر 1990 ثاني أمناءه العامين بعد عبد الكريم الهاروني ، 
وقد أدى صدام بداية التسعينات بين السلطة والنهضة إلى اعتقاله في ماي 1991 والحكم عليه بالسجن 10 سنوات. أطلق سراحه عام 2001 ومع رفض السلطات طلب إعادة تسجيله في كلية الطب بتونس لمواصلة دراسته خاض عام 2004 إضراب جوع دام 57 يوما.

### بعد الثورة التونسية
في أكتوبر 2011 انتخب نائبا في المجلس الوطني التأسيسي بعد فوزه على رأس قائمة النهضة بالمرتبة الأولى في دائرة الكاف ب26.72 % من الأصوات. عين في ديسمبر 2011 وزيرا للصحة في حكومة حمادي الجبالي وحافظ على نفس المنصب في حكومة علي العريض. ظهر المكي بعد الثورة كأحد ابرز قياديي النهضة فانتخب رئيسا لمؤتمرها التاسع المنعقد في جويلية 2012 ب496 صوتا من جملة 1000 ، ومع عجز الجبالي عن تشكيل حكومة في فيفري 2013 طفى اسمه كابرز مرشح لخلافته  قبل ان يقع اختيار علي العريض.
ترشح عبد اللطيف المكي في الانتخابات التشريعية التونسية 2014 عن دائرة الكاف الانتخابية وفاز بمقعد في مجلس نواب الشعب الجديد. تم اختياره وزيرا للصحة ضمن تشكيلة الحكومة التي يترأسها الياس الفخفاخ في 28 فيفري 2020.
يملك شهادة في الكيمياء الحيوية. متزوج وله 5 أطفال.

#### إستقالته من حركة النهضة
بعد أحداث 25 يوليو 2021، حمّل الرأي العام التونسي حركة النهضة مسؤولية ما آلة إليه البلاد من أوضاع إقتصادية وصحية متردية بينما حمّلت قيادات الحركة رئيسها راشد الغنوشي مسؤولية الإخفاقات السياسية التي جرت. فأعلن أكثر من 100 قيادي بالحزب خوضهم «معركة الإصلاح الداخلي للحزب». لكن بعد مدة قصيرة أعلنوا فشل المحاولة الإصلاحية وقرروا الاستقالة من الحركة. ومن بين هذه القيادات عبد اللطيف المكي وزير الصحة السابق وسمير ديلو، عضو مجلس النواب، ومحمد بن سالم وجميلة الكسيكسي والتومي الحمروني ورباب اللطيف ونسيبة بن علي وآخرين. حيث أرجعوا استقالتهم إلى «تحمل القيادة الحالية قدرا هاما من المسؤولية في ما انتهى إليه الوضع العام بالبلاد من ترد فسح المجال للانقلاب على الدستور وعلى المؤسسات المنبثقة عنه». لاحقا، كشف عبد اللطيف المكي عن نيته تأسيس حزب جديد رفقة بعض القيادات المستقيلة من حركة النهضة.

## مقالات ذات صلة
- حركة النهضة (تونس)
- الاتحاد العام التونسي للطلبة

## روابط خارجية
- السيرة الذاتية لعبد اللطيف المكي على موقع مرصد المجلس الوطني التأسيسي التابع لمنظمة البوصلة.
- السيرة الذاتية لعبد اللطيف المكي على موقع مرصد مجلس نواب الشعب التابع لمنظمة البوصلة.